# ヘンリー・ダーガー
ヘンリー・ジョセフ・ダーガー・ジュニア（Henry Joseph Darger, Jr. , 1892年4月12日 - 1973年4月13日）は、アメリカ合衆国の作家、画家、芸術家、掃除夫。『非現実の王国で』の作者。誰に見せることもなく半世紀以上もの間、たった一人で1万5000ページもの作品を描き続けた。死後、アウトサイダー・アートの代表的な作家として評価されるようになった。

## 概要
たった一人で誰にも知られることもなく作品を約60年間作り続け、1万5000ページ以上のテキストと300枚の挿絵から物語が生み出された。
極端に自閉的な生き方から生まれたこの創作は、死後40年を経て、美術館への収蔵が進んでいる。2001年には全著作と挿絵26点の収蔵に伴い、アメリカン・フォークアート美術館に「ヘンリー・ダーガー・スタディー・センター」が開設され、研究が本格化した。2012年にはニューヨーク近代美術館とパリ市立近代美術館にまとまった数の作品が所蔵された。
ダーガーは今日、アウトサイダー・アートの歴史の中で最も有名な人物の一人になっている。 毎年1月にニューヨーク市で開催されるアウトサイダーアートフェアでは、オークションで、独学のアーティストの中で最高の作品の1つとなった。 彼の作品は現在、750,000ドル以上に上っている。
ダーガーの作品（物語・自伝・絵画）に関しては、ジェシカ・ユー監督の映画『非現実の王国で　ヘンリー・ダーガーの謎』（2004年公開）で一部を確認することができる。

## 来歴
ダーガーは1892年4月12日、イリノイ州シカゴ市24番街350番地の自宅で生まれた。父ヘンリー・シニアはドイツからの移民で仕立屋を仕事にし長男のダーガーが生まれたときすでに52歳だった。母ローザは30歳、ウィスコンシン州の出身だった。
1896年4月1日、4歳になる直前に生母と死別。死因は女児を出産した際の感染症だった。妹は里子に出される。のちにダーガーは自叙伝で、自分には母の記憶がなく、妹の顔も、名前も知らないと書いている。母の死と妹との別れは幼いヘンリーの心に深い傷を残した。
その後ヘンリーは父とふたりでアダムス通り西165番地のアパートで暮らしていた。父は脚が不自由だったにもかかわらず息子の面倒をよく見た。父親がいれるコーヒーがおいしく、親子は幸せな時を過ごした。
ドイツ生まれの父は教育熱心で、ダーガーが学校に上る前から読み書きを教えていた。近所の聖パトリック教会に付属する小学校に入学したダーガーは読み書きができたので3年生に飛び級した。入学する前からすでに新聞も読めた。
だが、8歳で父親が体調を崩したため救貧院＜聖オーガスティン・ホーム＞に入り、ダーガーはカトリックの少年施設＜慈悲深き聖母の伝道団＞で過ごすことになる。＜慈悲深き聖母の伝道団＞は孤児院だった。独立記念日やクリスマスの祝日には父が訪ねてきた。
施設に暮らしながら、地元のスキナー公立小学校に通い始める。頭がよく、アメリカ南北戦争の歴史に興味を持っていたダーガーは、各地の戦闘における死傷者数の数について教師と論争するほどだった。しかしこの頃ある徴候が見られるようになる。口や鼻から奇妙な音を立てるようになったのだ。そして「クレイジー」とあだ名される。さらに著しい徴候が見られたようで医学的検査の結果、障害児の養護施設に送られることになる。
1904年、ダーガーが11歳のとき、＜リンカーン精神薄弱児施設＞に移る。この施設は1,200人もの児童を収容し、その多くが重度の精神遅滞だった。知的能力が高かったダーガーは敷地内にある学校に通った。そこでの規則正しい生活は性に合い居心地は悪くなかった。夏になると農業に行き自然に触れたが、ダーガーは生活環境が変わるのを嫌がった。
1908年3月1日、15歳で父が死去した事を施設で知り、ダーガーは悲しみに打ちひしがれる。同年8月、自分を助けに来てくれる人はもう誰もいないことを悟ったダーガーは脱走を試みる。二度の失敗の後、脱走に成功。イリノイ州中央部ディケーターから100キロもの道程を歩いてシカゴに戻る。脱走したのは農場に働きに行かされた腹いせもあった。だがその後は孤独な暮らしが待っていた。ダーガーは「院」を出たことを後悔する。
シカゴに戻ったダーガーは名付け親を頼り、その世話で聖ジョセフ病院に住み込みで働き始める。仕事は床拭き。このあと54年にわたり、ダーガーは3つの病院を転々として、清掃、皿洗い、包帯巻きなど、アメリカ社会の底辺で低賃金の職に就く。さらに病院中の人に「院」にいた事、「クレイジー」と呼ばれていたことを知られてしまう。
1922年、聖ジョセフ病院を辞め、グラント病院へ移る。ダーガーは聖ジョセフ病院の宿舎を出ると、ウェブスター通り1035番地でドイツ移民の夫婦が営む独身者用の下宿に間借りする。そして32年には同じウェブスター通りの851番地の家の3階にある貸間に移り、人生の残り40年をそこで過ごした。20平方メートル1.5間の小さな部屋だった。33歳の時、教会に養子を申請するが却下。だがあきらめきれず、何度も申請し続ける。73歳の時、掃除人の仕事を強制的にやめさせられ、できた時間で自伝も執筆している。
年老いて、階段の上り下りができなくなると、大家のネイサン・ラーナーにカトリック系の老人施設に入れてくれるように頼む。1972年11月末、ダーガーは父親と同じ聖オーガスティン・ホームに移り、翌年4月13日に亡くなった。81歳だった。
近所の人達はダーガーのことを人付き合いが悪く、みすぼらしい身なりのホームレスみたいな男としか記憶していない。ひび割れた眼鏡を絆創膏でとめ、くるぶしまで届く長い軍用コートを着た老人。またごみを漁る姿も目撃されている。まれに口を開けば天気の話しかしなかった。大家ネイサンの未亡人キヨコによれば、近所の人たちからダーガーを追い出してほしいと言われたのも一度きりではなかったが、そんな時ネイサンは「そっとしておいてやりなさい」と答えたという。

## 死後の発見
ネイサン・ラーナーに持ち物の処分を問われた時、ダーガーは「Throw away（捨ててくれ）」と答えたとされる。ダーガーの死後、部屋の片付けに入った大家ネイサンが目にしたのは、十字架、壊れたおもちゃ、テープで張り合わせたいくつもの眼鏡、左右不揃いのボロ靴、旧式の蓄音機にレコードの山といった、40年分のごみとジャンクの集積だった。紐で束ねた新聞や雑誌の束は天井に届くほどに積み上げられ、床には消化薬の空ビンが転がっていた。
トラック二台分のゴミを捨てた後、ネイサンはダーガーの旅行鞄の中から奇妙なものを発見した。花模様の表紙に金色の文字で『非現実の王国で』と題名が記された、原稿15冊だった。全てタイプライターで清書され、7冊は製本済み、8冊は未製本だった。さらに物語を図解する絵を綴じた巨大画集が3冊あった。数百枚の絵には3メートルを超える長いものもあり、粗悪な紙の面と裏、両面に描かれていた。ヘンリー・ダーガーの秘密のライフワークだった。
普通の大家だったら捨ててしまうに違いない、身寄りのない下宿人が残した奇妙な代物に、稀有な芸術的価値を見抜いたのは大家ネイサンの眼だった。
ネイサン・ラーナーは1913年生まれ。シカゴ・バウハウス派の写真家で、優れた工業デザイナーだった。第二次世界大戦中は海軍で照明やカモフラージュのコンサルタントを務め、戦後は家具や日用品、玩具のデザインに携わり、イリノイ工科大学でデザインの教師も務めた。
ダーガーの遺作の偶発的発見者となったネイサンは、著作と絵、そして部屋を4半世紀にわたって保存し、美術関係者や研究者を招き入れて、1997年に亡くなるまでダーガーのライフワークの真価を問い続けた。
作品が人々の目に触れるようになると、孤独な男が記したファンタジーが人々の心を揺さぶった。
2001年には全著作と挿絵26点の収蔵に伴い、アメリカン・フォーク・アート美術館に＜ヘンリー・ダーガー・スタディー・センター＞が開設され、研究が本格化した。2012年にはニューヨーク近代美術館とパリ市立近代美術館にまとまった数の作品が所蔵された。なおダーガーの部屋は2000年に取り壊されている。

## ダーガーの真の姿

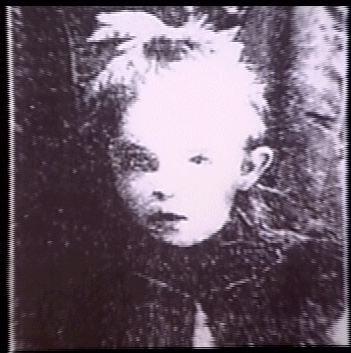
ヘンリー・ダーガーによって集められた子供たちの多くの新聞写真の1つである、シカゴで1911年に5歳で殺害されたエルシー・パルー・ベックの写真。

わびしい現実を捨て、ダーガーがそこに生きることを選んだもうひとつの世界では、心躍る冒険や大義のための戦争、清らかな少女たちの友情、そして神との格闘が繰り広げられていた。60年間、人知れず記した物語は『非現実の王国として知られる地における、ヴィヴィアン・ガールズの物語、子供奴隷の反乱に起因するグランデコ・アンジェリニアン戦争の嵐の物語』と題され、1万5000ページを超えるタイプ原稿に巨大な挿絵が添えられていた。それは作品として意図されたものではなく、ダーガーがそこで生きるために創造した領域（Realm）だった。
ダーガーが路地裏でゴミを漁っていたのはイメージをコレクションするためだった。40年間溜め込んだジャンクの中でも際立ったのは印刷物である。児童用の塗り絵やいろいろな雑誌を束にして紐で結わえ、お気に入りの新聞漫画は几帳面にスクラップブックに貼り付けて保管していた。自分には絵がかけないと思っていたダーガーは、いまだ不可視の『王国』を絵画化するための素材やアイデアを貪欲に集めていたのだった。『王国』の登場人物のモデルになりそうな人物のポートレートや『王国』で起こる戦闘や自然災害の惨状を描く手本となりそうな写真や挿絵をつねに探していた。
初期の絵は切り抜いた図版に彩色したり、解説を書き加えたりすることから始まり、やがて漫画のコマ割りやふきだしを用いて話の展開を進めることも発見した。

## 人物
ダーガーは孤独の中に生きており、職場である病院と教会のミサに通う他は自宅アパートに引き籠っていた。姓はダージャーと日本語で表記される場合もあるが、会話を交わしたことのある数少ない隣人も、異なる発音でダーガーの名を呼んでいた。
2004年に公開された映画は、生前のダーガーを知る人物へのインタビューとダーガー本人の自伝を組み合わせつつ進むが、ダーガー本人の姓の正しい発音や、何故作品を書き始めたのかなど、不明な点も多く残されている。
愛読書は20世紀初頭に出版された児童書で、孤児や迷子など親なき子の冒険小説だった。一番のお気に入りはフランク・バウムで、1900年に出版された『オズの魔法使い』は初版本と続編13冊が全て揃っていた。他には『ハイジ』、『オリヴァー・ツイスト』、『クリスマス・キャロル』、『二都物語』、『ペンロード』などもあった。19世紀のベストセラー『アンクルトムの小屋』も部屋から見つかった。黒人奴隷の解放をテーマにしたこの本は『非現実の王国で』の執筆に思想的影響を与えた。＜リンカーン精神薄弱児施設＞には図書館があったので、ヘンリーはここで読書を続けていたと思われる。
8歳のときに洗礼を受けて以来、ダーガーは熱心なカトリック信者だった。ダーガーが勤めた3つの病院のうち2つはカトリック系だったので神父や修道女と過ごす時間も多く宗教儀式にも親しむようになる。働いているあいだは少なくとも日に一回、引退してからは日に4、5回、近所の教会のミサや聖体拝領に通っていた。ダーガーの部屋からは聖書や祈祷書はもちろんのこと、キリスト像やマリア像、宗教画やロザリオなど、たくさんの宗教関連の品々が見つかった。

## 作品

### 非現実の王国で
『非現実の王国で』には、15年間に渡って作成された15,145ページの作品があり、15冊の密集したタイプのボリューム（そのうち3枚は、数百のイラスト、雑誌や塗り絵に由来する紙の巻物のような水彩画）で60年にわたって作成されている。ダーガーは、雑誌やカタログから切り取ったトレース画像の手法を使用してストーリーを説明し、大きなパノラマの風景に配置し、幅30フィートほどの大きさで両側に描いた水彩画で描いた。

### クレイジーハウス：シカゴでのさらなる冒険
暫定的に「クレイジーハウス：シカゴの冒険（Crazy House: Further Adventures in Chicago）」というタイトルのフィクションの2番目の作品には、10,000を超える手書きページが含まれている。 『王国』の後に書かれた、叙事詩の主要なキャラクター（ビビアンの7人の姉妹とその仲間/秘密の兄弟、ペンロッド）を取り、シカゴに配置し、以前の本と同じ年の間にアクションを展開する。 1939年に始まった、それは悪魔に取りつかれ幽霊に取りつかれた家の物語であるか、それ自身の邪悪な意識を持っている。子どもたちは家の中に姿を消し、後に残酷に殺害されたことがわかる。 ヴィヴィアンとペンロッドは、殺人が邪悪な幽霊の仕事であることを調査して発見するために送られる。 少女たちはその場所を追い払おうとするが、家がきれいになる前に、各部屋で開催される本格的な聖なるミサの手配に頼らなければならない。 彼らはこれを繰り返し行うが、うまくいかない。 物語は途中で終わり、ダーガーはクレイジーハウスから救出されたばかりである。

### 自伝
1968年、ダーガーはフラストレーションの一部を幼少期までさかのぼることに興味を持ち、自分の人生の歴史を書き始めた。 8巻にまたがるこの本は、おそらく1908年に目撃した竜巻の記憶に基づいた「スウィーティーパイ（Sweetie Pie）」と呼ばれる巨大なツイスター（竜巻）に関する4,672ページのフィクションに移る前に、ダーガーの初期の生活を詳述する206ページのみを費やしている。

## 評価
『ヘンリー・ダーガー 非現実を生きる』編著の小出由紀子の話によると、「ダーガーが、はからずも成し遂げてしまった偉業（異業というべきか）を看過することもできない。人が生きて表現することをアートと呼ぶなら、アメリカ社会の底辺で雑役夫として生涯を終えた男が、アートの先端どころか、前人未到の域、アートの「最果て」に到達してしまったのだ。」と語る。
建築家の坂口恭平も、「ヘンリー・ダーガーは、物語を書いたのではなく、もうひとつの世界をせっせと紡いでいたのである。」と語っている。『豊かさの基準が一定で、お金がないだけで虐げたれてしまう世界で埋め尽くされていると思われている今、ヘンリー・ダーガーはアウトサイダー・アートというよりもアートの語源そのものである「生きのびるための技術」を示しているというように思う。』

## 個展
- 2002年11月～2003年4月、東京・外苑前のワタリウム美術館にて国内初の特集展覧会「ヘンリー・ダーガー展」が開催された。
- 2007年、東京・品川の原美術館にて「ヘンリー ダーガー　少女たちの戦いの物語―夢の楽園」展が開催された。
- 2011年4月、東京・原宿のラフォーレ・ミュージアム原宿にて「ヘンリー・ダーガー展―アメリカン・イノセンス。純真なる妄想が導く『非現実の王国で』」が開催された。